# Rugby 7 en los Juegos de la Mancomunidad de 2014
El torneo masculino de rugby 7 en los Juegos de la Mancomunidad de 2014, fue la quinta vez que se hizo presente el rugby en los juegos.
Se disputó en el Ibrox Stadium de Glasgow, Escocia.

## Desarrollo

### Grupo A
| Pos. | Equipo        | Encuentros | Encuentros | Encuentros | Encuentros | Tantos  | Tantos    | Tantos     | Puntos |
| Pos. | Equipo        | jugados    | ganados    | empatados  | perdidos   | a favor | en contra | diferencia | Puntos |
| ---- | ------------- | ---------- | ---------- | ---------- | ---------- | ------- | --------- | ---------- | ------ |
| 1    | Nueva Zelanda | 3          | 3          | 0          | 0          | 115     | 14        | 101        | 9      |
| 2    | Escocia       | 3          | 2          | 0          | 1          | 91      | 22        | 69         | 7      |
| 3    | Canadá        | 3          | 1          | 0          | 2          | 73      | 65        | 8          | 5      |
| 4    | Barbados      | 3          | 0          | 0          | 3          | 5       | 183       | -178       | 3      |

### Grupo B
| Pos. | Equipo            | Encuentros | Encuentros | Encuentros | Encuentros | Tantos  | Tantos    | Tantos     | Puntos |
| Pos. | Equipo            | jugados    | ganados    | empatados  | perdidos   | a favor | en contra | diferencia | Puntos |
| ---- | ----------------- | ---------- | ---------- | ---------- | ---------- | ------- | --------- | ---------- | ------ |
| 1    | Sudáfrica         | 3          | 3          | 0          | 0          | 106     | 0         | 106        | 9      |
| 2    | Kenia             | 3          | 2          | 0          | 1          | 63      | 25        | 38         | 7      |
| 3    | Islas Cook        | 3          | 1          | 0          | 2          | 33      | 88        | -55        | 5      |
| 4    | Trinidad y Tobago | 3          | 0          | 0          | 3          | 15      | 104       | -89        | 3      |

### Grupo C
| Pos. | Equipo             | Encuentros | Encuentros | Encuentros | Encuentros | Tantos  | Tantos    | Tantos     | Puntos |
| Pos. | Equipo             | jugados    | ganados    | empatados  | perdidos   | a favor | en contra | diferencia | Puntos |
| ---- | ------------------ | ---------- | ---------- | ---------- | ---------- | ------- | --------- | ---------- | ------ |
| 1    | Samoa              | 3          | 3          | 0          | 0          | 106     | 26        | 80         | 9      |
| 2    | Gales              | 3          | 2          | 0          | 1          | 93      | 26        | 67         | 7      |
| 3    | Papúa Nueva Guinea | 3          | 1          | 0          | 2          | 57      | 69        | -12        | 5      |
| 4    | Malasia            | 3          | 0          | 0          | 3          | 7       | 142       | -135       | 3      |

### Grupo D
| Pos. | Equipo     | Encuentros | Encuentros | Encuentros | Encuentros | Tantos  | Tantos    | Tantos     | Puntos |
| Pos. | Equipo     | jugados    | ganados    | empatados  | perdidos   | a favor | en contra | diferencia | Puntos |
| ---- | ---------- | ---------- | ---------- | ---------- | ---------- | ------- | --------- | ---------- | ------ |
| 1    | Australia  | 3          | 3          | 0          | 0          | 120     | 19        | 101        | 9      |
| 2    | Inglaterra | 3          | 2          | 0          | 1          | 104     | 15        | 89         | 7      |
| 3    | Uganda     | 3          | 1          | 0          | 2          | 22      | 97        | -75        | 5      |
| 4    | Sri Lanka  | 3          | 0          | 0          | 3          | 21      | 136       | -115       | 3      |

### Etapa eliminatoria

#### Definición 13° puesto
|  | Semifinal         | Semifinal         | Semifinal |           |                   | 13° puesto        | 13° puesto | 13° puesto |  |
|  |                   |                   |           |           |                   |                   |            |            |  |
|  |                   |                   |           |           |                   |                   |            |            |  |
|  | Malasia           | Malasia           | 10        |           |                   |                   |            |            |  |
|  | Malasia           | Malasia           | 10        |           |                   |                   |            |            |  |
|  | Trinidad y Tobago | Trinidad y Tobago | 15        |           |                   |                   |            |            |  |
|  | Trinidad y Tobago | Trinidad y Tobago | 15        |           | Trinidad y Tobago | Trinidad y Tobago | 7          |            |  |
|  |                   |                   |           |           | Trinidad y Tobago | Trinidad y Tobago | 7          |            |  |
|  |                   |                   | Sri Lanka | Sri Lanka | 43                |                   |            |            |  |
|  | Barbados          | Barbados          | Sri Lanka | Sri Lanka | 43                | 0                 |            |            |  |
|  | Barbados          | Barbados          |           |           |                   | 0                 |            |            |  |
|  | Sri Lanka         | Sri Lanka         | 34        |           |                   |                   |            |            |  |
|  | Sri Lanka         | Sri Lanka         | 34        |           |                   |                   |            |            |  |
|  |                   |                   |           |           |                   |                   |            |            |  |

#### Bowl (9° puesto)
|  | Cuartos de final   | Cuartos de final   | Cuartos de final |            |                    | Semifinales        | Semifinales | Semifinales |  |        | Final Bowl | Final Bowl | Final Bowl |  |
|  |                    |                    |                  |            |                    |                    |             |             |  |        |            |            |            |  |
|  |                    |                    |                  |            |                    |                    |             |             |  |        |            |            |            |  |
|  | Canadá             | Canadá             | 33               |            |                    |                    |             |             |  |        |            |            |            |  |
|  | Canadá             | Canadá             | 33               |            |                    |                    |             |             |  |        |            |            |            |  |
|  | Trinidad y Tobago  | Trinidad y Tobago  | 0                |            |                    |                    |             |             |  |        |            |            |            |  |
|  | Trinidad y Tobago  | Trinidad y Tobago  | 0                |            | Canadá             | Canadá             | 32          |             |  |        |            |            |            |  |
|  |                    |                    |                  |            | Canadá             | Canadá             | 32          |             |  |        |            |            |            |  |
|  |                    |                    | Uganda           | Uganda     | 0                  |                    |             |             |  |        |            |            |            |  |
|  | Uganda             | Uganda             | Uganda           | Uganda     | 0                  | 35                 |             |             |  |        |            |            |            |  |
|  | Uganda             | Uganda             |                  |            |                    |                    |             |             |  |        |            |            |            |  |
|  | Malasia            | Malasia            | 0                |            |                    |                    |             |             |  |        |            |            |            |  |
|  | Malasia            | Malasia            | 0                |            |                    |                    |             |             |  | Canadá | Canadá     | 50         |            |  |
|  |                    |                    |                  |            |                    |                    |             |             |  | Canadá | Canadá     | 50         |            |  |
|  |                    |                    | Islas Cook       | Islas Cook | 7                  |                    |             |             |  |        |            |            |            |  |
|  | Papúa Nueva Guinea | Papúa Nueva Guinea | Islas Cook       | Islas Cook | 7                  | 17                 |             |             |  |        |            |            |            |  |
|  | Papúa Nueva Guinea | Papúa Nueva Guinea |                  |            |                    |                    |             |             |  |        |            |            |            |  |
|  | Sri Lanka          | Sri Lanka          | 12               |            |                    |                    |             |             |  |        |            |            |            |  |
|  | Sri Lanka          | Sri Lanka          | 12               |            | Papúa Nueva Guinea | Papúa Nueva Guinea | 12          |             |  |        |            |            |            |  |
|  |                    |                    |                  |            | Papúa Nueva Guinea | Papúa Nueva Guinea | 12          |             |  |        |            |            |            |  |
|  |                    |                    | Islas Cook       | Islas Cook | 24                 |                    |             |             |  |        |            |            |            |  |
|  | Islas Cook         | Islas Cook         | Islas Cook       | Islas Cook | 24                 | 31                 |             |             |  |        |            |            |            |  |
|  | Islas Cook         | Islas Cook         |                  |            |                    |                    |             |             |  |        |            |            |            |  |
|  | Barbados           | Barbados           | 7                |            |                    |                    |             |             |  |        |            |            |            |  |
|  | Barbados           | Barbados           | 7                |            |                    |                    |             |             |  |        |            |            |            |  |
|  |                    |                    |                  |            |                    |                    |             |             |  |        |            |            |            |  |

#### Copa de plata (5° puesto)
|  | Semifinal  | Semifinal  | Semifinal  |            |       | 5° puesto | 5° puesto | 5° puesto |  |
|  |            |            |            |            |       |           |           |           |  |
|  |            |            |            |            |       |           |           |           |  |
|  | Kenia      | Kenia      | 5          |            |       |           |           |           |  |
|  | Kenia      | Kenia      | 5          |            |       |           |           |           |  |
|  | Gales      | Gales      | 28         |            |       |           |           |           |  |
|  | Gales      | Gales      | 28         |            | Gales | Gales     | 15        |           |  |
|  |            |            |            |            | Gales | Gales     | 15        |           |  |
|  |            |            | Inglaterra | Inglaterra | 17    |           |           |           |  |
|  | Escocia    | Escocia    | Inglaterra | Inglaterra | 17    | 12        |           |           |  |
|  | Escocia    | Escocia    |            |            |       | 12        |           |           |  |
|  | Inglaterra | Inglaterra | 15         |            |       |           |           |           |  |
|  | Inglaterra | Inglaterra | 15         |            |       |           |           |           |  |
|  |            |            |            |            |       |           |           |           |  |

#### Medalla de oro
|  | Cuartos de final | Cuartos de final | Cuartos de final |           |               | Semifinales   | Semifinales | Semifinales |           |               | Copa          | Copa         | Copa |  |
|  |                  |                  |                  |           |               |               |             |             |           |               |               |              |      |  |
|  |                  |                  |                  |           |               |               |             |             |           |               |               |              |      |  |
|  | Nueva Zelanda    | Nueva Zelanda    | 19               |           |               |               |             |             |           |               |               |              |      |  |
|  | Nueva Zelanda    | Nueva Zelanda    | 19               |           |               |               |             |             |           |               |               |              |      |  |
|  | Kenia            | Kenia            | 7                |           |               |               |             |             |           |               |               |              |      |  |
|  | Kenia            | Kenia            | 7                |           | Nueva Zelanda | Nueva Zelanda | 19          |             |           |               |               |              |      |  |
|  |                  |                  |                  |           | Nueva Zelanda | Nueva Zelanda | 19          |             |           |               |               |              |      |  |
|  |                  |                  | Australia        | Australia | 7             |               |             |             |           |               |               |              |      |  |
|  | Australia        | Australia        | Australia        | Australia | 7             | 21            |             |             |           |               |               |              |      |  |
|  | Australia        | Australia        |                  |           |               |               |             |             |           |               |               |              |      |  |
|  | Gales            | Gales            | 19               |           |               |               |             |             |           |               |               |              |      |  |
|  | Gales            | Gales            | 19               |           |               |               |             |             |           | Nueva Zelanda | Nueva Zelanda | 12           |      |  |
|  |                  |                  |                  |           |               |               |             |             |           | Nueva Zelanda | Nueva Zelanda | 12           |      |  |
|  |                  |                  | Sudáfrica        | Sudáfrica | 17            |               |             |             |           |               |               |              |      |  |
|  | Samoa            | Samoa            | Sudáfrica        | Sudáfrica | 17            | 15            |             |             |           |               |               |              |      |  |
|  | Samoa            | Samoa            |                  |           |               |               |             |             |           |               |               |              |      |  |
|  | Inglaterra       | Inglaterra       | 14               |           |               |               |             |             |           |               |               |              |      |  |
|  | Inglaterra       | Inglaterra       | 14               |           | Samoa         | Samoa         | 7           |             |           | Tercer lugar  | Tercer lugar  | Tercer lugar |      |  |
|  |                  |                  |                  |           | Samoa         | Samoa         | 7           |             |           | Tercer lugar  | Tercer lugar  | Tercer lugar |      |  |
|  |                  |                  | Sudáfrica        | Sudáfrica | 35            |               |             |             |           |               |               |              |      |  |
|  | Sudáfrica        | Sudáfrica        | Sudáfrica        | Sudáfrica | 35            | 35            |             |             | Australia | Australia     | 24            |              |      |  |
|  | Sudáfrica        | Sudáfrica        |                  |           |               |               |             |             | Australia | Australia     | 24            |              |      |  |
|  | Escocia          | Escocia          | 12               |           |               |               |             |             |           |               | Samoa         | Samoa        | 0    |  |
|  | Escocia          | Escocia          | 12               |           |               |               |             |             |           |               | Samoa         | Samoa        | 0    |  |
|  |                  |                  |                  |           |               |               |             |             |           |               |               |              |      |  |

### Medallero
| Evento | Oro       | Plata         | Bronce    |
| ------ | --------- | ------------- | --------- |
|        | Sudáfrica | Nueva Zelanda | Australia |